# Semiothisa shanghaisaria
Semiothisa shanghaisaria là một loài bướm đêm trong họ Geometridae.